# Doddiella aegyptiaca
Doddiella aegyptiaca är en stekelart som först beskrevs av Jean Risbec 1950.  Doddiella aegyptiaca ingår i släktet Doddiella och familjen Scelionidae. Inga underarter finns listade i Catalogue of Life.